# Vessigebro
Vessigebro is een plaats in de gemeente Falkenberg in het landschap Halland en de provincie Hallands län. De plaats heeft 774 inwoners (2005) en een oppervlakte van 103 hectare.

## Geboren
- August Bondeson, auteur
- Niclas Alexandersson (1971), voetballer